# Netelia capensis
Netelia capensis är en stekelart som först beskrevs av Holmgren 1868.  Netelia capensis ingår i släktet Netelia och familjen brokparasitsteklar. Inga underarter finns listade i Catalogue of Life.